# Ctenus pilosus
Ctenus pilosus este o specie de păianjeni din genul Ctenus, familia Ctenidae, descrisă de Thorell, 1899. Conform Catalogue of Life specia Ctenus pilosus nu are subspecii cunoscute.